# Fujiwara no Kitsushi
Fujiwara no Kitsushi, född 1225, död 1292, var en japansk kejsarinna, gift med kejsar Go-Saga.